# Kanat de Balkh
El kanat de Balkh fou un kanat uzbek que va existir entre el segle xvi i el xix centrat a la ciutat de Balkh (avui part de l'Afganistan).

## Antecedents
Continuant amb les polítiques del seu avi, Abul-Khayr Khan, Muhàmmad Xibani va expulsar els timúrides de la seva capital, Samarcanda, l'any 1500. Va lluitar amb èxit en campanyes contra el líder timúrida Babur, fundador de l'Imperi Mogol. El 1501 va recuperar Samarcanda i el 1507 també va prendre Herat, la capital del sud dels timúrides. Shaybani va conquerir Bukhara el 1501 i va establir la dinastia Shaybanid del Kanat de Bukharà.
Muhàmmad Xibani es va dirigir a Transoxiana (octubre o novembre de 1503), on Khosru Shah, un turc del Quiptxaq, s'havia apoderat d'Hissar, Khatlan, Kunduz i Badakhxan i va fer una ràtzia als seus dominis marxant llavors cap a Balkh governada per Badi al-Zaman fill de Mirza Husayn Baykara d'Herat; va assetjar Balkh durant l'hivern sense èxit i després va retornar a Samarcanda. L'hivern del 1505 al 1506 Xaibani era a Samarcanda; llavors dominava ara tot el territori entre el Oxus i el Yaxartes i Fergana, Coràsmia i Hissar, i el seu proper objectiu era el gran Khorasan governat pel timúrida Husayn Mirza Baykara, ja vell. Inicialment va fer una ràtzia a Balkh que va ocupar (1506), retornant a Samarcanda. Baykara va convocar a tots els prínceps veïns en el seu ajut, però va morir al cap de pocs dies deixant dos fills, Badi al-Zaman i Muzaffar Husayn ibn Husayn Baikara (1506-1507), i els dos es van proclamar sultans; la mort de Baykara no va aturar els preparatius de Xibani i finalment davant l'amenaça dels uzbeks, els dos prínceps van decidir unir-se i governar de manera conjunta, però la unitat no era sòlida, i abandonats per Baber no van poder resistir al kan uzbek que el 1507 va ocupar el gran Khorasan amb la seva capital Herat.

## Kanat de Balkh
El primer kan governador de Balkh que s'esmenta fou Khurram Khan, que era un fill infant de Khaniadeh Begum, esposa de Muhàmmad Xaibani (que després se'n va divorciar) i germana preferida de Baber. No se sap quan el seu pare el va nomenar, però devia ser vers 1506 o 1507, amb un atabeg al seu costat; el seu govern no va durar gaire temps, ja que va morir jove.
Els perses dirigits pel xa Ismaïl I de Pèrsia en persona van envair el territori (primavera del 1512) arribant fins a Maymana i Kara Robat; llavors se li va presentar Muhammad Timur Sultan, fill de Muhàmmad Xaibani, i altres notables, encapçalant una delegació que portava valuosos regals i una oferta de pau. Com que Ismaïl I volia arranjar els afers a l'Azerbaidjan i la frontera amb els otomans, va acceptar i es va establir que les terres al sud de l'Oxus, incloent Coràsmia o Khivà, pertanyerien al xa (1512). Però el pacte es va trencar per la possessió de Samarcanda, que Baber controlava des del 1511; els uzbeks el van derrotar a Kul-i Màlik el maig de 1512 de manera que va haver d'evacuar la ciutat, però va intentar la reconquesta de la ciutat i va rebre suport de forces safàvides manades pel general Nadjm-i Thani (Nejim) el que suposava el trencament del pacte que fixava a l'Oxus la frontera; així els uzbeks van combatre a Baber i als seus aliats perses i els van derrotar en la batalla de Ghudjuwan (Gijuvan) el 12 de novembre de 1512 i Baber es va retirar precipitadament; la victòria va assegurar als uzbeks el control de Transoxiana, però els perses van conservar el Khorasan amb Balkh. Ja el 1513 la rodalia d'aquesta ciutat foren atacades pels uzbeks.
El 1523 a la mort d'Ismaïl I de Pèrsia, el kan uzbek Ubayd Allah (Ubaid Al·là) de Kermineh i Miankal va creuar altre cop l'Oxus i va entrar al Khorasan sense conseqüències. El 1525 Ubayd Allah (Ubaid Al·là) va tornar a creuar l'Oxus i va ocupar Merv; va passar a Sarakhs i va avançar cap a Mashad, ciutat sagrada dels xiïtes, poc defensada, que es va rendir després d'un setge de 8 mesos; al mateix temps, Abu Said, fill del kagan uzbek Kotxkunju, atacava Herat, però fou rebutjat. Un altre contingent uzbek sota el príncep Kara Kitin, va assetjar Balkh, que romania en mans perses; alguns oficials de Baber, al servei del perses, es van passar als uzbeks que van capturar la ciutat; després van fer un atac als propis dominis de Baber, sotmetent Ibak, Sarabagh, i Khuram, places situades a la vall del riu Khulm, mentre la guarnició de Ghuri, a la riba del riu Ghuri, espantada per la caiguda de Balkh, es va rendir igualment (1525). Kara Kitin apareix llavors com a kan de Balkh. El 25 de setembre de 1529 els uzbeks foren decisivament derrotats pels perses a Jam (Khurasan) i van patir una carnisseria. Kotxkunju el kagan, i Ubayd Allah (Ubaid Al·là), el principal kan, van poder fugir però el segon va resultar ferit. La situació de Balkh és incerta però aparentment havia quedat sota govern de Janibeg abans de 1529; com que pocs anys després hi apareix governant el fill de Janibeg Sultan, Pir Muhammad, cal suposar que Janibeg, mort al temps de la batalla de Jam (o en aquesta mateixa batalla) l'hauria succeït llavors com a kan governador.
Abd al-Aziz Sultan ibn Ubayd Allah Khan va pujar al tron del kanat uzbek de Bukharà el 1540; va defensar amb èxit la ciutat de Bukharà contra el kan de Taixkent Nawruz Ahmad Khan (Baraq Khan), que després fou el kagan dels uzbeks, i contra el kan de Samarcanda Abd-al-Latif Sutan ibn Kotxkunju o Kučkunči, que la van assetjar el 1540 i 1541, però finalment el 1542 Nawruz Ahmad Khan va aconseguir ocupar la ciutat i Abd al-Aziz va fugir cap al kanat de Balkh, però va poder tornar a Bukharà un o dos anys després amb el suport de la família local dels Jubayri.
El 1547 el príncep mogol de l'Índia, Kamran Mirza, que s'havia rebel·lat contra el seu germà i emperador Humayun, va fugir a Balkh, que estava governat per Pir Muhammad ibn Janibeg. Aquest el va rebre molt bé, el va allotjar al seu palau, i li va concedir tropes amb les que va recuperar Ghuri i va ocupar Baklan. Pir Muhammad el va acompanyar en la seva expedició i quan el seu aliat es va fer amo del territori va retornar a Balkh, deixant amb Kamran un contingent d'uzbeks.
Això va provocar una guerra amb l'emperador Humayun iniciada el 17 d'agost de 1548, i es troba llavors als mogols manats pel mateix Humayun atacant el kanat de Balkh. Quan l'emperador va arribar a Istalif, Abbas Sultan, un jove príncep uzbek que s'havia casat amb la germana d'Humayun, Gulshehreh Begum, sospitant que l'expedició estava dirigida contra els uzbeks en general, va desertar. Humayun va passar per Talikan i Nari, i després de creuar el pas de Nari va arribar a la vall del Nilber, on es va trobar amb diversos feudataris però no amb Kamran Mirza, que ja s'havia reconciliat amb el seu germà i havia promès assistir. En arribar a Baklan, Humayun va ordenar un atac a Eibek, un fèrtil districte de Balkh defensat per una poderosa fortalesa. L'atalik de Pir Muhammad, de nom Khoja Bagh, amb alguns oficials, es va fer fort en aquesta, que no estava preparada amb provisions i agua per aguantar un setge llarg, i es va haver de rendir aviat. A la festa que es va fer per celebrar la conquesta, Humayun va preguntar a l'atalik la millor manera de conquerir Balkh, i aquest va respondre que seria un mal jutge en quant enemic; però Humayun, sabent l'honestedat dels uzbeks i la del atalik en particular, va insistir; l'atalik llavors va referir la seva influència amb el kan i va oferir una gestió per cedir a Humayun tot la part del kanat a l'altre costat del Khulm, on la khutba es llegiria en nom d'Humayun i un miler d'uzbeks acompanyarien (escortarien) a Humayun de retorn. Humayun va rebutjar no obstant la proposta i va enviar a Kabul a tots els presoners, menys al atalik que el va mantenir al seu costat. Un dies després, de camí a Khulm, es va aturar a Astanà (Astaneh) on sobtadament es va produir un atac uzbek dirigit per Shah Muhammad, príncep d'Hissar, fill de Burunduk Sultan i va fer presoner a un oficial mogol, Kabuli, el cap del qual fou enviat a Balkh. Humayun es va inquietar que el seu germà Kamran no estigués planejant un atac a Kabul en la seva absència; no obstant el seu exèrcit va atacar l'avantguarda dels uzbeks manada per Abdulla Sultan i Khosru Sultan, fill d'Iskander Sultan, prop del Takteh pul, i els va empènyer a través del pont cap a l'altre costat del riu en direcció a Balkh. A mesura que s'acostava a aquesta, els rumors sobre una traïció de Kamran Mirza es van fer més forts; a més Abd al-Aziz s'acostava amb un exèrcit de Bukharà. Humayun va retrocedir i va agafar posicions a l'entrada de les muntanyes a la vall de Dera-Gesi, amb diversos congost fàcilment defensables i des d'on es podia veure Kabul i Balkh. El relat de Bayezid que acompanyava a Humayun, no parla de combats; en canvi Abulfazi i Ferishta descriuen el combat que va seguir en el que els uzbeks, que tenien 30.000 homes, foren derrotats i es van haver de retirar cap a Balkh. Segons Abulfazi, Humayun volia aprofitar l'avantatge i avançar, però per alguna raó no es va fer. Quan Bayezid continua explica que els mongols es van retirar al Dera-Gesi i que allí van córrer rumors que Kamran Mirza havia atacat Kabul i el pànic es va apoderar de l'exèrcit; la rereguarda fou dispersada i fins i tot una fletxa va tocar al cavall d'Humayun al pit; Les forces van arribar a Kabul com van poder; Humayun hi va arribar el 23 de setembre de 1549. Pel camí molts dels emirs, incloent Shah Bidagh, van ser fets presoners pels uzbeks. L'atalik i els seus companys presoner que foren alliberats pels mogols, van relatar la manera amable amb què havien estat tractats.
Abd al-Aziz ibn Ubayd Allah, kagan uzbek i kan de Bukarà, va morir el 1552. El va succeir a Bukharà, Muhammad Yar Sultan, fill de Siyunish Muhammad Sultan (fill de Muhàmmad Xaibani). Pir Muhammad de Balkh va assistir a l'enterrament més per assegurar-se un lloc en el repartiment que per respecte; una vegada a Bukharà va usurpar el poder. Nawruz Ahmad de Taixkent i Burgan Sultan, un net d'Ubaid Al·là, i altres prínceps van donar suport de Muhammad Yar Sultan, i van envair Miankal que pertanyia a la família de Janibeg, la branca de prínceps del qual va ser dispersada: Rustem Khan, amb el seu fill Uzbeg Sultan, van quedar presoners a Bukharà; Iskander Khan va abandonar Kermineh i es va traslladar a Andkhuy; Kermineh tanmateix va resistir i després d'un setge de 12 dies i Abd al-Latif i Nawruz Ahmad es va retirar respectivament a Samarcanda i Taixkent; durant el següent any Pir Muhammed va cedir Bukharà a Yar Muhammed i es va retirar altre cop a Balkh.
Quan Nawruz Ahmad fou elegit kagan el 1552 va reunir un fort exèrcit a Taixkent, Turquestan i Khodjend i va marxar (1553) contra Abd Allah ibn Iskandar. Va fer un intent d'ocupar Samarcanda (on governava Sultan Said, que segons sembla havia fet aliança amb Abd Al·là) i després va assetjar Xahrisabz; va demanar el suport de Yar Muhammad Sultan i a Burgan Sultan que ara cogovernaven a Bukharà. Abd Allah va cridar en ajut al seu oncle Pir Muhammad de Balkh. Burgan Sultan va arribar a Kasan i va saquejar el districte de Karshi: Abd Allah li va sortir a l'encontre; al moment crític de la batalla Pir Muhammad i les seves forces van arribar en ajut del kan de Kermineh, i el bukharià fou derrotat i es va haver de retirar. Abd Allah i Pir Muhammad van marxar llavors en ajut de Xahr-i Sabz, i ara també de Karshi, assetjades per Nawruz. Aquest no els va esperar, va aixecar els setges i es va retirar cap a Taixkent. Abd Allah es va establir a Karshi i Pir Muhammad va retornar a la seva capital, que era Kilef a la regió de Balkh.
El 1554 Nawruz va renovar la lluita, i va capturar Samarcanda que estava en mans de Sultan Said, però després va fer les paus amb el jove príncep (amb la mediació del cap religiós Muhammad Sadik); Sultan Said va rebre la promesa que Burgan Sultan seria desposseït de Bukharà i li seria entregada; aquest canvi d'aliances era degut al fet que Burgan Sultan havia matat el cogovernant Yar Muhammad Khan i havia assolit el poder en solitari a Bukharà. Però la primera acció de Nawruz després de l'acord fou contra Miankal, en poder de Iskandar, el pare d'Abd Allah i, per tant, de la branca de Janibeg. Iskandar va fugir a Balkh i la resta de prínceps de la casa de Janibeg es van refugiar amb Abd Allah a Karshi. Nawruz va entrar a Miankal i va repartir els territoris entre els seus parents: Kermineh fou pel seu fill Dost Muhammad Sultan; Dabusi per Abdul Sultan (fill d'Abd al-Latif Khan); i Xahrisabz per Gashim Sultan, fill de Burunduk Sultan d'Hissar. LLavors va enviar el seu fill Baba Sultan contra Abd Allah a Karshi; va combatre amb aquest i el va derrotar; l'oncle d'Abd Allah, Rustem Khan, va morir a la lluita, i el mateix Abd Allah va haver de fugir amb les seves tropes i creuar l'Oxus per arribar a Balkh.
A la mort de Nawruz Khan el 1556, el kuriltay va escollir kagan dels uzbeks, al degà dels membres de la dinastia dels xibànides o abulkhàyrides, Pir Muhammad de Balkh, de la branca de Janibeg. El seu nebot Abd Allah ibn Iskandar va abandonar Chechket i Maymana on havia establert residència, i es va traslladar a Miankal. Dost Muhammad, el fill de Nawruz que regnava a Kermineh, va haver de fugir i Abd Allah va ocupar també Xahrisabz a Gashim Sultan, i va ajudar a Kedai Sultan ibn Abd al-Latif i a Jivan Merdi Ali Khan fill d'Abu Said Khan, a ocupar Samarcanda que estava en mans dels fills de Nawruz Ahmad. El 1557 va iniciar una campanya contra Burgan Sultan de Bukharà, que veien que era massa dèbil per resistir, va enviar al cap religiós Khoja Juybari (Juibareh) a demanar la pau; la mateixa nit que Khoja va sortir de Bukharà, Burgan va ser atret a la casa de Mirza Eki on fou assassinat a traïció i el seu cap posat en una llança i enviat a Abd Allah. Aquest va entrar a Bukharà sense gaire oposició i va esdevenir el kan més poderós de tots els kans uzbeks; va començar tot seguit a preparar una expedició al gran Khorasan però primer va fer una visita al seu oncle i kagan, Pir Muhàmmad, que era a Shabirgan, i van acordar un intercanvi de territoris: Pir Muhammad cedia Balkh (fronterer amb Khorasan) a canvi de Bukharà. L'intercanvi ja s'havia iniciat quan Din Muhammad, fill de Pir Muhammad, es va revoltar i es va apoderar de Balkh. Pir Muhàmmad va anar a reprimir la revolta mentre Abd Allah ordenava al seu germà Ubayd Allah de no entregar Bukharà. Va tornar a aquesta ciutat on va cridar al seu pare Iskandar, que governava a Kermineh, i el va proclamar "kagan de tot el món" (1561), el que implicava el destronament de Pir Muhàmmad.
Pir Muhàmmad va fer la pau amb el seu fill Din Muhammad i va restar al seu feu de Balkh com a kan (de fet el títol dels kans de Balkh era de kalkhan, que podria ser una corrupció d'una paraula turca, mongola i manxú que voldria dir "escut" perquè el sobirà de Balkh era l'"escut" de Transoxiana fins a la seva mort el 1566. Va encunyar moneda com a kagan i va tenir correspondència amb el sultà otomà Solimà el Magnífic. A Balkh el va succeir Din Muhammad.
L'any 1572 Abd Allah va marxar contra Din Muhammad de Balkh i després d'un setge de 10 mesos va conquerir la ciutat (1573). L'atalik Nazarbi de la tribu Naiman fou nomenat governador. Din Muhammad fou perdonat i va rebre el districte de Shar-i Sabz com a feu.
Els darrers anys d'Abd Allah ibn Iskandar van estar enterbolits per la lluita amb el seu fill Abd al-Munim, kan governador de Balkh. El pare havia agafat el títol de Ulugh Khan (Gran Khan) o kagan i havia permès al fill utilitzar el de Kučuk kan (Petit Khan). Segons sembla havia sotmès la major part del Badakhxan ja uns anys abans després que Akbar el Gran havia decidit retirar-se d'aquesta zona. Abd al-Mumin ambicionava el govern d'Herat que fou donat a Kul Baba Kukeltash, i després de les seves victòries a Coràsmia, va atacar a aquest. Kukeltash va rebre orde d'Abd Allah de fer front al príncep com si fos un atacant estranger. Això va excitar la ràbia del príncep contra el seu pare. Quan Abd Allah estava de cacera a l'Oxus superior el 1595, Abd al-Mumin va marxar contra ell amb actitud hostil; Abd Allah va tornar corrent a Bukharà i Abd al-Mumin es va retirar a Balkh. Després es van produir algun enfrontaments menors però sagnants entre forces del pare i el fill. Abd Allah va morir segons Vambery el 6 de febrer de 1597 i segons Iskandar Munshi al darrer dia de l'any 1006 (agost de 1598) amb 68 anys. El va succeir el seu fill Abd al-Mumin ibn Abd Allah, que es va presentar a Samarcanda i va acceptar el poder.
La seva primera decisió fou contra Kul Baba Kuteltash o Kukaltash, l'antic governador d'Herat, que fou fet presoner, trepitjat i arrosegat i després el va carregar de cadenes. Tot seguit es va traslladar a Bukharà on també fou reconegut kan. Va governar sis mesos en els quals la violència política fou la norma; el seu cosí Hazara Sultan es va revoltar a Taixkent i va reclamar la successió, però l'intent fou reprimit de manera sagnant i brutal; Kukaltash, fou executat junt amb els seus parents més propers. Després va anar a Akhsi per capturar a Uzbeg Sultan el fill del seu besoncle Rustem Sultan, que era governador feia algun temps; Uzbeg va resistir però va morir als pocs dies d'iniciar-se el setge. Abd-al-Mumin no amagava les seves intencions d'eliminar a tots els amirs del seu pare, i això va córrer entre aquestos que van planejar un complot per anticipar-se; el amir kazakh Abulvasi va sentenciar: "Necessitem fets, no paraules"; es va triar a sorts als encarregats dels "fets". Al retornar Abd al-Mumin de Taixkent, i quan planejava una campanya contra el gran Khorasan, fou assassinat per una pluja de fletxes en un pas prop del llogaret d'Ura Tepe, entre aquest i Zamin, probablement una nit del juliol de 1598. El seu cap fou tallat i no es va saber que era el kan fins l'endemà quan alguns membres de l'exèrcit d'escorta van reconèixer les robes del kan.
A Balkh la vídua de Ubayd Allah (germà d'Abd Allah ibn Iskandar), va proclamar al seu fill Abd al-Amin i va rebre el suport dels amirs però va reconèixer la preeminència de Pir Muhammad el nom del qual va llegir a la khutba i va posar a les monedes. A Samarcanda fou nomenat governador Baki Muhammad que no va tardar a enfrontar-se a Pir Muhammad i a ambicionar el tron, sent els seus principals suports els seus oncles Rakhman Kuli i Abbas Kuli, i el seu germà Tursun Muhammad Sultan. Van envair Miakal i van capturar Dabuli fent presoner i matant al governador Muhammad Sherif Sultan, parent del Khan. Pir Muhammad II de Bukharà va cridar en ajut al seu vassall Abd al-Amin de Balkh. Els dos aliats es van dirigir a Samarcanda amb un exèrcit de 40.000 homes i la van assetjar, però Pir Muhammad II va morir a la lluita. Llavors Baki Muhammad va entrar a Bukharà sense oposició i es va proclamar kan obrint una nova dinastia (anomenada djànida).
Baki Muhammad va decidir marxar de seguida contra Balkh. Abd al-Amin, el kan de Balkh, havia pogut tornar i al seu retorn es va trobar amb un aliat: Sultan Muhammad Ibrahim, fill de Tursun Muhammad Sultan (germà de Baki Muhammad) que havia residit per un temps a la cort safàvida i venia en el seu ajut amb tropes perses. Van arribar a l'acord de repartir-se Transoxiana però quan Muhammad Ibrahim va haver entrat a Balkh, va deposar Abd al-Amin i el va fer executar. La seva mare, vídua d'Ubayd Allah, fou enviada a la Meca.
Ibrahim pertanyia a la secta dels rifazis. Poc temps després de la seva pujada al poder van aparèixer diversos notables penjats als principals carrers de la ciutat i aquestes morts es van atribuir a Ibrahim. Llavors el poble de Balkh es va revoltar i va proclamar un altre kan, Sultan Ubayd Allah, que va iniciar la lluita contra Ibrahim. Baki estava llavors assetjant Hissar i va enviar al segu germà Wali Sultan contra Balkh. Ubayd Allah el va anar a enfrontar amb les seves forces però fou derrotat i les tropes dispersades, i no torna a ser esmentat; els seus principals vassalls, Sultan Yehanghir Mirza, fill de Seyid Muhammad Sultam de Shaburghan, i Muhammad Selim Sultan, fill de Pir Muhammad II, d'Andkhoy o Andkhud, van fugir a Pèrsia i Baki va entrar a Balkh en triomf, sent la regió unida a Bukharà. Els fugitius es van emportar el gran diamant tret per Abd al-Mumin ibn Abd Al·lah de la tomba de l'imam Reza de Mashad, que fou retornat al seu lloc. Wali Muhammad, germà de Vaki Muhammad, fou nomenat kan governador.
El 1602 Abbas I el Gran va marxar contra els uzbeks que havien envaït territoris sota la seva sobirania; va ocupar Shaburghan i Andkhoy, i va buidar el país a sang i foc fins a Biluk Akchi, devastatant la part del Khorasan reclamada pels uzbeks. Quan l'exèrcit persa s'acostava a la tomba de Baber Abdul, prop de Balkh, es va declarar una epidèmia a les seves files; malalts, foren atacats pels uzbeks i derrotats severament i Abbas mateix es va escapar per poc amb uns pocs milers dels seus; els perses van donar la culpa de la derrota també al calor i la set.
A la mort de Baki Muhammad el 1605, el seu germa Wali Muhammad de Balkh el va succeir. Va deixar el govern de Balkh a un beg de la casa de Fuladchi (segons Vambery al seu visir, Shahbeg Kukeltash), al que va encomanar la custòdia d'Imam Kuli i Nadir Muhammad, els joves fills del seu difunt germà gran Din Muhammad. El seu govern era tirànic i cruel i finalment els seus opositors es van revoltar a Balkh (1611) dirigits per l'Imam Kuli Khan de Bukharà. El governador Kukeltash va ser executat amb les mateixes tortures que ell havia aplicat abans. Imam Kuli i la seva gent van marxar cap a Bukharà mentre el seu germà Nadir el Coix, que li donava suport, marxava amb un altre contingent, per una ruta diferent. En aquell moment Wali estava de cacera a Karshi i no confiant en la lleialtat de la seva gent, va fugir a Pèrsia on Abbas el Gran el va rebre amb gran distinció. Imam Kuli va donar el govern de Balkh al seu germà Nadir. Vers 1615 Nadir va anar a donar suport al seu germà en la conquesta i massacre de Taixkent que s'havia revoltat i havia matat a un fill d'Imam Kuli que n'era governador.
L'emperador mogol Shah Jahan va pujar al tron el 1627 i aviat va decidir envair Badakhxan i Balkh, i per això va avançar fins a Kabul. Nadir va informar al seu germà del que passava, i Imam Kuli que va reunir un exèrcit i va marxar a Balkh sent rebut per Nadir i pels seus deu fills i per tots els notables de la zona. Imam Kuli anava a cavall i la resta el seguia a peu, i el cami estava cobert d'estores brodades. En arribar a la residència van preparar la defensa i va enviar al dadkhah Haji Mansur, com el seu enviat a Kabul. Shah Jahan que ja començava a veure que s'havia embarcat en una aventura perillosa, va rebre l'ambaixador i li va comunicar que no tenia intenció de fer la guerra i només volia inspeccionar les províncies.
Nadir va assegurar les bones relacions dels uzbeks amb Pèrsia, ja que tenia simpaties xiïtes. Hi va haver una única campanya en temps de Safi (1629-1642) quan a causa de nombroses execucions va esclatar una revolta a Merv, i els uzbeks es van sentir temptats d'atacar. Imam Kuli va enviar 15.000 homes des de Bukharà i Nadir 20.000 des de Balkh, sota direcció del seu fill Abd al-Aziz; però Merv es va defensar un temps i finalment els atacants es van haver de retirar quan s'acostava un exèrcit persa.
Un atac d'oftàlmia va deixar cec a Imam Kuli Khan ibn Din Muhammad. Va cridar al seu germà i van anar junts a la mesquita a resar i quan el khatib anava a llegir el nom i títols del sobirà regnant, va ordenar llegir el nom del seu germà Nadir en lloc del seu. Això fou rebut amb consternació a Bukharà però Imam Kuli va insistir i Nadir fou proclamat kan (novembre de 1641). Imam Kuli va decidir llavors anar com a pelegrí a la Meca.
Durant el seu regnat va intentar conquerir el Kanat de Khivà, on governava Isfandiyar (1623-1644). Això va causar una revolta al nord del seu territori dirigida per Baki Yaz; el seu fill Abd al-Aziz fou enviat contra els rebels, però es va posar al seu costat i els revoltats el van proclamar kan al lloc del seu pare. Nadir, que era a Karshi, sabent l'energia del seu fill, es va retirar a Balkh (1645), després de concedir el feu de Ghur a Khosru Sultan; Maymana i Ankhud a Kasim Sultan; Gulab a Bahram Sultan; Salu Chiharjui (fortalesa a l'Oxus, moderna Khoja Salu) a Sibhan Kuli; i Kunduz a Kutlan Sultan. Abd al-Aziz va entrar immediatament a Bukharà. Kutlug Sultan, un altre fill, fou enviat per a conèixer les causes de la revolta i va iniciar la lluita contra el seu germà. Subhan Kuli, un altre fill, fou enviat per Abd al-Aziz per recordar-li a Kutlug el seu deure, rebent la promesa, si tenia èxit, de la concessió del títol de Kali Khani o comandant de l'exèrcit; Kutluk s'havia fet fort a Kunduz i Subhan Kuli va marxar a la fortalesa, la va prendre i va executar a Kutlug, el que va molestar a Abd al-Aziz que va dir que l'havia enviat per corregir al seu germà i no per matar-lo. Com que la promoció de Subhan va quedar aturada, aquest es va revoltar al seu torn.
Davant el conflicte entre els seus fills i la impossibilitat de recuperar el tron, Nadir va cridar en ajut a Shah Jahan, emperador mogol que va veure una oportunitat per engrandir el seu domini. Va enviar els seus fills Aurangzeb i Murad Bakhshi amb un fort exèrcit cap a Balkh, passant pel congost que portava de Kabul a Balkh (1647). Khosru Sultan de Ghur els va presentar resistència però fou capturat i enviat presoner a l'Índia. Nadir mentre va interceptar una carta d'algun membre de l'exèrcit mogol on revelava que el motiu real de l'expedició no era ajudar a Nadir contra el seu fill, sinó apoderar-se de Balkh. Llavors va reunir el seu tresor i va escapar de nit cap a Shaburgan i Andkhud; fou perseguit però reforçat pel seu net Kasim Sultan de Maymana amb uns centenars d'homes, va derrotar els perseguidors.
Es va refugiar llavors a Pèrsia, on pel xa Abbas II era poc menys que un personatge sagrat, ja que la seva mare era descendent de l'imam Reza, i fou ben rebut i ben tractat. Mentre les forces dels mogols continuaven avançant i nomenant governadors a diverses ciutats al sud de l'Oxus mentre els uzbeks romanien al nord del riu. Els mongols van dominar Balkh dos anys (1647-1649).
Nadir havia preparat una campanya per recuperar la ciutat i la va iniciar de manera sobtada; durant quatre mesos hi va haver combats en els que les tropes mongols van tenir moltes pèrdues. Les devastacions van causar la fam, que es va agreujar per un hivern terrible. Finalment Shah Jahan va acceptar la tornada de Nadir i va retirar les seves tropes cap al sud; molts soldats mogols van morir de fred i gana en la retirada. L'autor del Tarikh-i Mekim Khani explica que a l'any següent, en el seu camí a l'Índia, va veure piles d'ossos humans als camins. Nadir va poder tornar però com que no podia arranjar el conflicte amb els seus fills, finalment va decidir retirar-se de Balkh i abraçar la vida religiosa (1651). Va intentar donar la benedicció als seus fills, que Subhan Khan va refusar. Va marxar a la Meca, però va morir pel camí a Simnan el 1651. El fill Subhan Kuli es va apoderar de Balkh.
Subhan Kuli es va apoderar de Balkh i Abd al-Aziz va enviar al seu germà Kasim Sultan per ocupar la ciutat. Subhan va resistir i la fortalesa fou atacada durant quaranta dies i la rodalia devastada; es va retirar finalment cap a Hissar en acostar-se l'hivern. A la primavera es va dirigir a Khulm per a una conferència i es va acordar que Kasim Sultan seria governador de Balkh però que tindria com a successor a Subhan; poc després Kasim era assassinat. L'autor del Tarikh-i Merim Khani l'esmenta com brau, savi, generós i coratjós, bon poeta i escriptor que va deixar un diwan amb un miler de poesies algunes imitant a Saib Ispahani.
Subhan Kuli va succeir al seu germà a Bukharà quan aquest va abdicar el 1680, prenent possessió el 1681. Va deixar a Balkh al seu fill Iskandar com a khalkhan. El 1683 Iskandar fou enverinat pel seu germa Mansur Sultan que es va proclamar kan a Balkh. Subhan Kuli no obstant va nomenar un altre fill pel càrrec, anomenat Ibeidulla Sultan (Ubayd Allah Sultan), però Mansur va planejar matar-lo igualment i durant quatre mesos va conservar el feu. Llavors es va produrir una conspiració i Mansur va ser mort pels conjurats quan anava a visitar a una tia. Subhan Kuli va nomenar llavors a un quart fill anomenat Sadik Sultan, que va tenir un govern anàrquic que va portar el desordre a Balkh; els assassins del seu germà foren espellats vius.
A l'inici del 1694 l'emperador mogol Aurangzeb va enviar a l'ambaixador Zeberdest Khan amb elefants i regals a Bukharà i va sol·licitar la seva aliança contra els perses intentant que els uzbeks envaïssin el gran Khorasan. En aquest temps Anusha Khan de Coràsmia va continuar amb les ràtzies a territori de Bukharà i Subhan va haver de demanar l'ajut de Sadik Khan de Balkh. aquest va marxar amb el seu exèrcit però va saber pel camí els èxits d'Anusha (que havia ocupat Samarcanda) i que alguns emirs l'afavorien i altres s'havien revoltat obertament a Hissar i Khodjend, i va considerar més prudent retornar a Balkh. Subhan Kuli Khan va cridar llavors a Mahmud Jan Atalik, de la tribu dels Yuz, governador del Badakhxan, que va sortir amb les seves forces i va derrotar a Anusha a la plana de Gijuvan, obligant-lo a abandonar Samarcanda i retirar-se cap a Khivà; després va sotmetre als amirs rebels a Khodjend.
Subhan Kuli va decidir llavors castigar el seu fill que l'havia traït. Sadik, assabentat, es va preparar per resistir. Va fer matar als seus dos germans Abd al-Ghani i Abd al-Kaiyum, i va enviar una ambaixada per negociar amb Aurangzeb. El 1685 Subhan Kuli Khan va iniciar les operacions avançant fins a Khan Abad, on va escriure una carta al seu fill al que va oferir el perdó si hi anava; Sadik el va anar a veure i fou rebut cordialment pel seu pare però en un moment determinat fou capturat i encadenat i enviat a una fosca i apartada presó; el kan va fer matar als col·laboradors del fill en mig de terribles turments; Sidik va morir al cap de tres mesos d'empresonament (1686). Subhan va quedar amb el control de Balkh.
El 1696 Anusha Khan de Khivà va fer una nova incursió a Bukharà i va arribar fins a les portes de la capital. El kan va enviar contra els corasmis a Mahmud Jan Atalik, que finalment els va poder derrotar. Mahmud fou recompensat amb el govern de Balkh que va afegir al seu govern de Badakhxan (i on hauria designat delegat a un altre Mahmud Jan). Llavors el kan va sortir per combatre la rebel·lió que des de feia set anys sostenia al districte d'Hissar Kara Alchin bey. El rebel fou assetjat a la fortalesa de Naaman o Jebel, al Badakhxan; el setge va durar uns mesos i durant aquest temps el cap rebel, que comptava amb el suport de Yar Muhammad, governador de Juzgun, va instigar a aquest a fer dues incursions a Kunduz i Kashim, en territori de Mahmud Jan, però finalment, després de diversos assalts, la fortalesa fou conquerida i el cap rebel va morir a la lluita; el seu cap fou enviat a Bukharà.
En aquest temps hi va haver lluites civils entre les tribus uzbekes dels Ming (Miñ) i dels Quiptxaq, els primers habitant el territori de Maymana i Andkhuy i els altres a la regió de Balkh. Mentre Subhan Kuli, va fer una peregrinació a Mashad i Anusha Khan va aprofitar la seva absència per fer un nou atac arribant altre cop prop de Bukharà, però fou el seu darrer intent, ja que fou derrotat severament (1687) i una sèrie d'amirs als quals agents de Bukharà havien estat temptejant, van aprofitar el moment per deposar-lo i matar-lo en un cop d'estat, sent substituït pel seu fill Erengh Sultan (Arang Muhammad Khan).
Pensant que la pau estava assegurada per aquest costat, Subhan va enviar el seu exèrcit al gran Khorasan (vers 1688), com havia promès als ambaixadors d'Aurangzeb. L'exèrcit estava dirigit per Mahmud Jan (el governador delegat de Balkh), i va assolar la província fent molts presoners; la població més important capturada fou Bala Murghab; però llavors Erengh Khan va continuar la política paterna i va aprofitar l'absència de les tropes bukharianes per envair el kanat. Subhan Kuli va organitzar la defensa com va poder durant deu dies i va cridar a Mahmud Jan Atalik de Badakhxan en ajut; Mahmud Jan Atalik va arribar a temps i va derrotar els corasmis sota les muralles de Bukharà, i els va empaitar cap a Coràsmia.
Després d'això es va produir la revolta de diversos begs o amirs que es van apoderar de Bukharà, però altre cop Mahmud Jan va acudir amb les seves forces i els va derrotar. Mahmud va obtenir del kan el perdó pels rebels excepte pel seu cap (1689). Un temps després va morir Mahmud Jan, que governava Balkh en nom de Mahmud Jan Atalik, i aquest va agafar el govern directament. Atalik portava el títol de Umdetul Dewlet (Suport de l'Estat). Sota el seu govern la regió que dominava va obtenir una notable prosperitat, però no fou gaire popular entre els begs i notables uzbeks. Va haver de fer nombroses expedicions contra les turbulentes tribus de la regió, i especialment contra Yar Muhammad, governador de Juzgun, que s'havia apropiat de les mines de Badakhxan. Els mateixos amirs de la regió de Balkh van organitzar bandes de saquejadors.
Mahmud Jan Atalik cansat de combatre contra les tribus i els amirs deslleials va demanar al kan d'enviar al seu net Mekim Sultan, fill d'Iskandar Sultan, per assolir el govern de Balkh; el kan va refusar inicialment al·legant que el príncep era massa jove, però després la turbulència dels amirs va augmentar i alguns van arribar a assetjar la ciutadella i altres van proclamar a un príncep de nom Khoja Salih Sultan (la mare del qual era filla de Nadhr Khan ibn Din Muhammad) al que van treure d'un monestir de dervixos, i van escriure a Subhan queixant-se de Mahmud Jan Atalik. El kan sembla que els va escoltar i els amirs van agafar confiança i van aixecar les tribus de la part muntanyosa del Badakhxan, el Kuhistan-i Badakhxan, que van assolar Kunduz, que era part dels dominis de Mahmud Jan Atalik. Aquest va deixar el govern de Balkh en mans de dos dels seus homes de confiança i va marxar per pacificar el seu domini principal de Badakhxan. Khoja Salih Sultan no va tardar a dominar Balkh. L'abandonament per Mahmud del govern de Balkh va disgustar al kan, que va sospitar que estava aliat a Khoja Salih Sultan. El kan va reunir un gran exèrcit va creuar l'Oxus i es va dirigir a Balkh. Mentre Salih Sultan va escriure a Mahmud Jan Atalik i li va explicar que ell no s'havia proclamat kan de Balkh voluntàriament sinó que havia estat portat a aquesta situació per altres i li demanava ajut. Atalik, indignat amb el kan que havia malinterpretat els seus actes, va reunir 70 homes i en tres dies es va presentar a Balkh, eludint el bloqueig que Subhan Kuli havia imposat a la ciutat i arribant a la ciutadella on fou rebut amb gran joia perquè des de l'arribada del kan Subhan Kuli, la ciutat estava sent saquejada per una part de les forces d'aquest (kazakhs, karakalpaks i altres no esmentades) cosa que havia portat a la població i notables locals a enyorar el seu govern. No obstant el kan, dominava la ciutat i assetjava la ciutadella. Mahmud Jan Atalik era un habil militar i va derrotar diverses vegades als assetjant en sortides de molta audàcia; finalment Mahmud va donar una orde decisiva: els turcmans, beduïns aàrbs i altres nòmades aliats havien d'atacar de nit a les forces del kan i dispersar els seus cavalls i camells; els nòmades van complir amb l'objectiu. El kan finalment va haver de sol·licitar la pau, en la que Mahmud només li va imposar la retirada.
Llavors Mahmud Jan Atalik va retornar a Kunduz, on va seguir governant amb energia. Salih Sultan va poder restar en el poder a Balkh però no va poder imposar orde i Atalik va demanar altre cop al kan, per mitjà dels seus enviats Shah Niyaz i Adil, el nomenament del seu net Mekim, al que va prometre assegurar el govern. El kan li va demanar que primer apartés del poder a Salih Sultan cosa que Atalik va fer sense gaire dificultat, i el va enviar amb tots els honors a l'Índia.
Mekim va arribar a Balkh amb el títol de kalkhan, acompanyat per Adil com atalik i Shah Niyaz com a diwan. Els dos cortesans, oblidant el que devien a Mahmud, van aconseguir només en un any separar a Mekim dels consells d'Atalik, i encara pitjor, va fer aliança amb la família de Kurma Beg, enemics declarats d'aquell. Es va queixar a Mekim del que només va rebre una resposta evasiva. Mahmud Jan Atalik va marxar llavors a Balkh i estava a punt d'esclatar la guerra quan Shah Niyaz va morir sobtadament i Adil no tenia prou influència davant altres faccions; així la pau va quedar restaurada i Atalik va retornar al Badakhxan.
Mekim Sultan va governar a Balkh en endavant, però amb dificultats per la continuada turbulència dels seus soldats i feudataris. Al mig d'aquestos conflictes els perses de Khorasan van envair la província i van arribar fins a Maymana i Jijektef. Mahmud Jan Atalik fou cridat altre cop al rescat; com sempre Mahmud va derrotar els enemics externs (i interns) i va restaurar la pau; Mekim el va recompensar amb valuosos regals, retornant després a Kunduz.
Subhan Kuli Khan va morir el 1702 a l'edat de 80 anys, havent regnat 31 anys a Bukharà i 23 a Balkh, kanat considerat en aquell temps el "delfinat" de Bukharà. A la mort de Sabhan Kuli Khan els notables de Bukharà van decidir proclamar al seu fill petit Muhammad Ubaidullah Sultan, contra el costum de nomenar al kan de Balkh, Mekim, que en aquest cas era el net de Sabhan Kuli i fill del fill gran d'aquest, Iskandar Sultan. Mekim va tardar cinc mesos a escriure la preceptiva carta de dol (que imposava l'etiqueta a Bukharà) que va anar seguida poc després d'un altra carta en la qual Ubaidullah I era tractat com el seu igual i no com el seu superior. Els ambaixadors de Balkh van quedar sis mesos aturats a Bukharà, mentre preparava un exèrcit; els va deixar marxar quan aquest exèrcit ja havia arribat a Karshi en direcció a Balkh. Mekim va negociar el suport de Mahmud Jan Atalik de Badakhxan i Ubaidullah va fer el mateix i els ambaixadors dels dos sobirans van arribar gairebé junts a Kunduz. Atalik considerava a Mekim con el seu fill adoptiu, i li va donar suport; es va dirigir a Balkh on fou rebut amb joia. Ubaidullah llavors es va retirar però no va renunciar a la seva hostilitat.
El 1693 el kan Ubaidullah I va enviar al seu atalik Rahim i al seu diwanbegi Massum contra Utkan, governador d'Hissar, que estava revoltat contra el kan de Bukharà. Pel camí van decidir una aliança amb Mekim de Balkh al que van proposar una entrevista a una illa de l'Oxus anomenada Orta Erel, però Mekim, desconfiat, va decidir atacar a les forces del kan quan estarien atacant Hissar; aquest consell fou adoptat i Mahmud Atalik aliat a les forces d'Utkan, va infligir una greu derrota als bukharians a les portes d'Hissar i molt pocs van poder retornar a Bukharà. Poc després Mahmud Jan Atalik es va posar malalt a Kunduz, la seva capital i hi va haver agitació; però Mahmud es va recuperar i no va tardar a restaurar l'orde. Utkan fou derrotat el 1704 i Ubaidullah va recuperar Hissar momentàniament, pero el 1705 Mahmud Jan Atalik recuperava la població i fortalesa, on va nomenar governador a Kush Begi, sota autoritat de Mekim Sultan. El Tarikh-i Mekim Khani acaba en aquest punt i en endavant la història de Balkh és confusa.
Nadir Shah estava assetjant Kandahar el 1737-1738, va enviar el seu fill Riza Kuli a través de Badghiz i Marcha o Merchivak per castigar el kan Ali Mardan de Andkhuy que segons sembla estava aliat als afganesos. Les tribus nòmades del territori van abandonar a Ali Mardan i aquest fou derrotat i fet presoner sent enviat a Nadir; aquest llavors va capturar Akhsi i Shaburgan i va avançar cap a Balkh que estava sota govern d'Abu l-Hasan, fill de Khoja Salih Sultan. Salih fou un kan de Balkh al final del segle xvii, que fou enderrocat per Mahmud Jan Atalik de Badakhxan i substituït per Mekim Sultan, al qual en algun moment i en circumstàncies no conegudes va succeir un fill de Musi Khan, kan dels aralians i vers 1706 pretendent arabshàhida de Khiva, on fou assassinat, marxant els seus dos fills a l'exili a Bukharà; el fill gran fou nomenat kan de Balkh per causes i en circumstàncies desconegudes; el seu nom no es coneix i convencionalment l'anomenaren Arab Shah Sultan; l'altre fill, el seu germà, Timur Sultan fou després pretendent al tron de Khiva en oposició a Shir Ghazi, vers 1723-1726. Arab Shah fou enderrocat vers 1724 segons va comunicar l'agent italo-rus Beneveti el març de 1725 en una carta al seu govern i l'hauria succeït Abu l-Hasan. La ruta estava barrada per diverses rases que no van poder impedir que l'artilleria de Riza Kuli avancés i després d'un curt bombardeig, la ciutat es rendís. Balkh i el país uzbek al sud de l'Oxus, excepte Andkhuy, Maymana i el territori d'Ersari o Lebal, van quedar en poder de Nadir i el seu fill Riza Kuli va rebre una generosa recompensa en diners, robes, cavalls i joies. Riza Kuli va creuar llavors l'Oxus i va atacar territori d'Abu l-Faiz, que va fer aliança amb Ilbars Khan III de Khivà (1732 - 1740). Riza va conquerir l'estratègica fortalesa de Shelduk però va acabar derrotat per les forces unides de Bukharà i Khivà segons Vambery; Malcom en canvi assegura que va derrotar els uzbeks; els dos però estan d'acord que no va seguir endavant en ser cridat pel seu pare. Nadir va escriure als caps uzbeks dient que s'havia retirat i havia ordenat no atacar aquestos territoris perquè eren l'herència de la raça de Genguis Kan i de les més altes famílies dels turcmans.
El 5 de juny de 1740 Nadir va visitar Herat fins al dia 10. A Badghiz se li va unir el seu fill Riza i junts van anar cap a Maimana, Faryab i Balkh on van arribar el 31 de juliol, que com hem vist ja havia estat sotmesa pel seu fill Rida Kuli Mirza junt amb part de les estepes del sud de l'Oxus. El 1742 hi va haver una revolta contra Nadir a Balkh que fou dominada. El 1747 el governador local Hadji Khan es va fer independent i el 1748 Muhammad Rahim es va assegurar el reconeixement de l'autoritat del Kanat de Bukharà per Hadji Khan; però Ahmad Shah Durrani la va recuperar el 1752 quan la ciutat es va haver de sotmetre junt amb altres territoris uzbeks al sud de l'Oxus.
El 1786 mentre Timur Shah de l'Afganistan estava embarcat en una expedició al Sind, van esclatar revoltes a Balkh i Akhshi, instigades per Shah Murad, que va enviar un exèrcit en el seu ajut. Els governadors afganesos foren expulsats, però després devien recuperar el control. A la mort de Timur Shah de l'Afganistan (18 de maig de 1793), Shah Murad de Bukharà va assetjar la ciutat (1793) pero no la va poder conquerir i va restar en poder dels afganesos aparentment fins al 1826 si bé sembla que el 1824 obeïa a Bukharà que hi havia imposat algun tipus de sobirnia poc abans. El 1826 va passar a mans de Muhammad Murad Beg de Kunduz però al cap de dos anys Bukharà la va recuperar.
Va estar sota govern de Eshan Khan, delegat de Bukharà almenys fins al 1838. Llavors hauria reconegut a l'emir de l'Afganistan Dost Muhammad (1838-1839) i Shah Shuja (1839-1842). El cap local Ishan Suddur que era aparentment vassall de Shah Shudja de Kabul, va reconèixer vers 1842 la sobirània del Mir Wali Muhammad Amin de Khulm (Tashkurgan) i Ibak (Haybak), al que obeïa quan hi va estar Ferrier el 1845, però sembla que la va restaurar a Bukharà al cap de poc sota petició britànica (vers 1846); a causa del fet que Muhammad Amin no va donar permís als afganesos per creuar el seu territori per atacar a l'emir de Bukharà, va entrar en guerra contra els afganesos (1848) i després d'un temps de lluita Balkh fou ocupada el febrer de 1850 per Mohammed Akram Khan cap dels Barakzay, que dirigia les forces militars de l'emir afganès.
Des d'aleshores va romandre en poder dels afganesos. El 1866, Balkh va perdre el seu rang de capital provincial a favor de Mazar-e Sharif. La ciutat va caure en ruïnes i va subsistir al seu costat un llogaret. La ciutat fou modernitzada a partir del 1934.

## Llista de kans
- Khurram Khan ibn Muhàmmad Xaibani 1506-1512
- Safàvides de Pèrsia 1512-1526
  - Ismail I 1512-1523
  - Tahmasp I 1523-1526
- Kara Kitin 1525-?
- Janibeg Sultan ?-1529
- Pir Muhammad I 1529-1561
- Din Muhammad 1561 (rebel)
- Pir Muhammad I (restablert) 1561-1566
- Din Muhammad 1566-1573
- Abd Allah ibn Iskandar 1573-1583
  - Nazarbi Naiman Atalikde 1573-1583
- Abd-al-Mumin ibn Abd-Allah 1583-1598
- Abd al-Amin 1598-1599
- Sultan Muhammad Ibrahim 1599-1600
- Sultan Ubayd Allah 1600-1601
- Wali Muhammad 1601-1611
  - Shahbeg Kukeltash 1605-1611
- Imam Kuli Khan 1611
- Nadir o Nadhr Muhammad ibn Din Muhammad 1611-1649
- Imperi Mogol 1647-1649
  - Shah Jahan 1647-1649
- Nadir o Nadhr Muhammad ibn Din Muhammad (segona vegada) 1649-1651
- Subhan Kuli 1651-1652
- Kasim Sultan 1652
- Subhan Kuli 1652-1681
- Iskandar 1681-1683
- Mansur Sultan 1683
- Ibeidulla Sultan 1683
- Mansur Sultan (segona vegada) 1683
- Sadik Sultan 1683-1686
- Subhan Kuli 1686-1698
  - Mahmud Jan Atalik (governador de Badakshan) 1686-1695
    - Mahmud Jan 1687-1690 (delegat)
- Khoja Salih Sultan vers 1695-1698
- Mekim Sultan vers 1698-vers 1707 (governava el 1705)
- Arab Shah Sultan 1707-1724
- Abu l-Hasan 1724-1738
- Nadir Shah 1738-1747
  - Riza Kuli 1738-1741
  - Hadji Khan 1742-1747 (sota Nadir) 1747-1748 (independent) 1748-1752 (sota Bukharà), 1752-? (sota Nadir Shah Durrani)
- Afganistan 1752-vers 1822
  - Jan Khan ?-1786
  - Desconeguts 1786-1822
- Bukharà vers 1822-1826
- Kanat de Kunduz 1826-1828
- Bukharà 1828-1838
  - Eshan Khan 1828-vers 1838
- Afganistan 1838-1842
- Kanat de Khulm sota el Mir Wali Muhammad Amin 1842-1846
  - Ishan Suddur (Eshan Khan?) 1842-?
- Bukharà 1846-1850
- Afganistan després de 1850